# Cosmarium arctorum
Cosmarium arctorum  là một loài Song tinh tảo trong họ Desmidiaceae, thuộc chi Cosmarium.